# Operatie Southern Watch
Operatie Southern Watch was een militaire operatie tussen 1992 en 2003 met het doel het Iraakse luchtruim ten zuiden van de 33ste breedtegraad te beheersen. De operatie begon na de Golfoorlog op 27 augustus 1992.
Het doel was de Iraakse luchtaanvallen tegen de sjiieten in het zuiden van het land een halt toe te roepen. Het stoppen van dit geweld was een eis uit VN-resolutie 688 van 5 april 1991 die Saddam Hoessein met de aanvallen klaarblijkelijk naast zich neerlegde. Met de operatie werd in feite een no-flyzone ingesteld die alle Iraakse vliegtuigen en helikopters uit het gebied verbande. Vier landen namen onder Amerikaans commando aan de operatie deel. 
In 2003 kwam er een einde aan de operatie, toen de Verenigde Staten Irak binnenvielen en bezetten.

## Verloop

### Augustus 1992-september 1994
Irak hield zich de eerste maanden aan het vliegverbod. Op 24 november 1992 was er een eerste incident toen een Amerikaanse F-16 op patrouille een MiG-25 tegenkwam. Nadat de MiG de F-16 in het vizier nam vernietigde de F-16 de MiG met een lucht-luchtraket. Vervolgens plaatste Irak luchtdoelraketten in de verboden zone. De coalitie eiste de verplaatsing met een ultimatum dat Irak negeerde. In januari 1993 vernietigden gevechtsvliegtuigen van de coalitie de lanceerinstallaties. Op 17 januari werd ook een nucleaire installatie vernietigd met Tomahawk-kruisvluchtwapens. Die actie gebeurde in navolging van VN-resolutie 687 die de vernietiging van alle Iraakse massavernietigingswapens eiste. De eerste negen maanden van 1994 passeerden vervolgens zonder incidenten. Door deze rust werd in het begin van dat jaar een deel van de vliegtuigen en het personeel teruggetrokken.

### Oktober 1994-september 1996

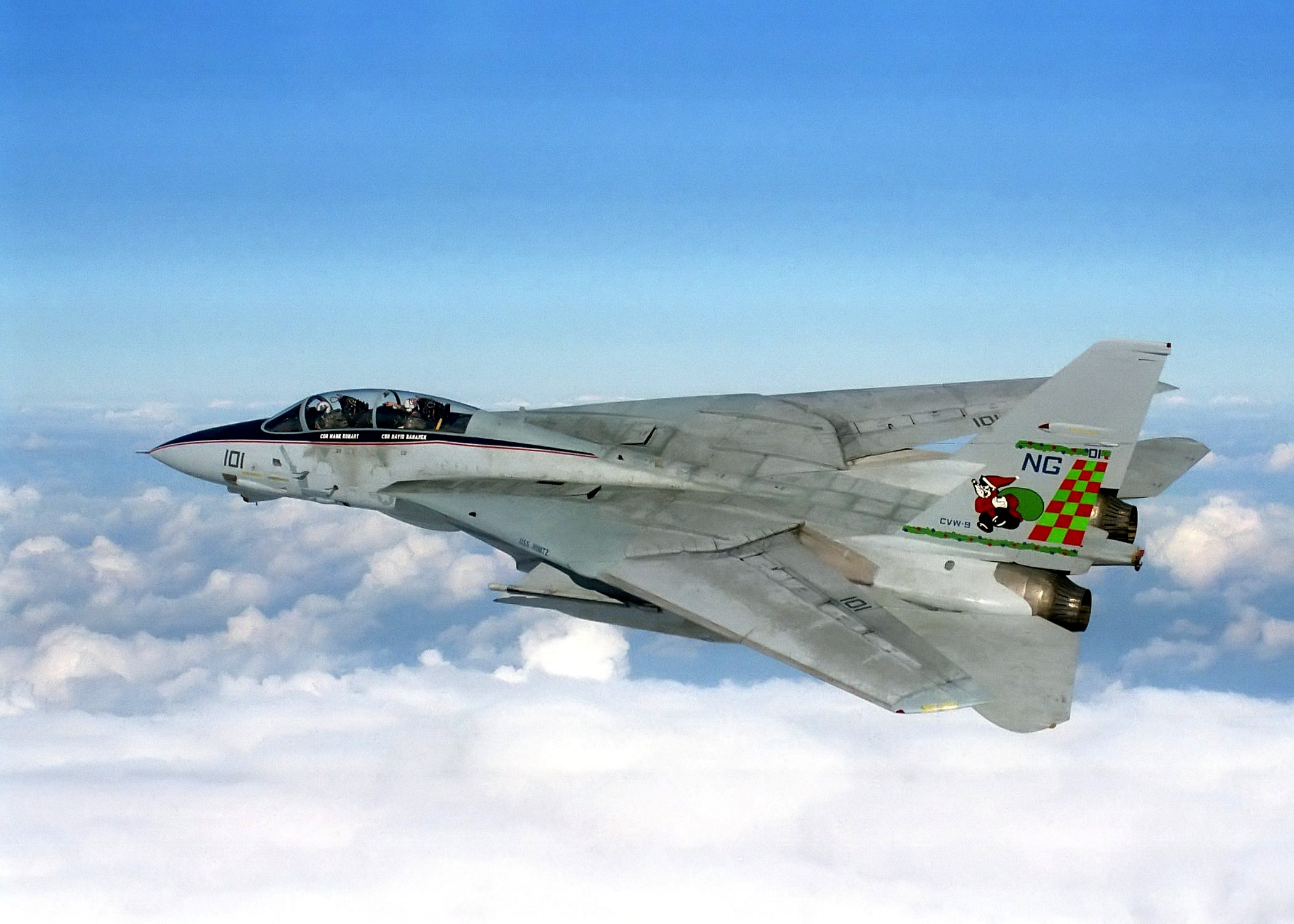
Een F-14 Tomcat van de USS Nimitz op routinevlucht boven Irak voor Southern Watch (1997).

In oktober 1994 begon Irak troepen Zuidwaarts in de richting van Koeweit - het land dat Irak kort had bezet en waarmee aldus de Golfoorlog was begonnen - te verplaatsen. De coalitie reageerde met het sturen van troepen in Operatie Vigilant Warrior. De Iraakse leiding eiste intussen een einddatum voor de VN-sancties tegen het land en stuurde pantservoertuigen en infanterie naar het Zuiden. De coalitie antwoordde met meer troepen en meer patrouillevluchten. Na een oproep van bevriende landen besloot Irak zijn troepen terug te trekken. Hierna keurde de VN-Veiligheidsraad unaniem resolutie 949 goed. Die verbood de Iraakse natie om haar buurlanden of VN-operaties te bedreigen met haar troepen en haar leger in te zetten onder de 33ste breedtegraad.
Nadat Irak in september 1996 de Koerdische stad Arbil had bezet en coalitievliegtuigen beschoot met raketten, reageerde de coalitie met Operatie Desert Strike - een raketaanval die enkele weken duurde.

### Oktober 1996-maart 2003

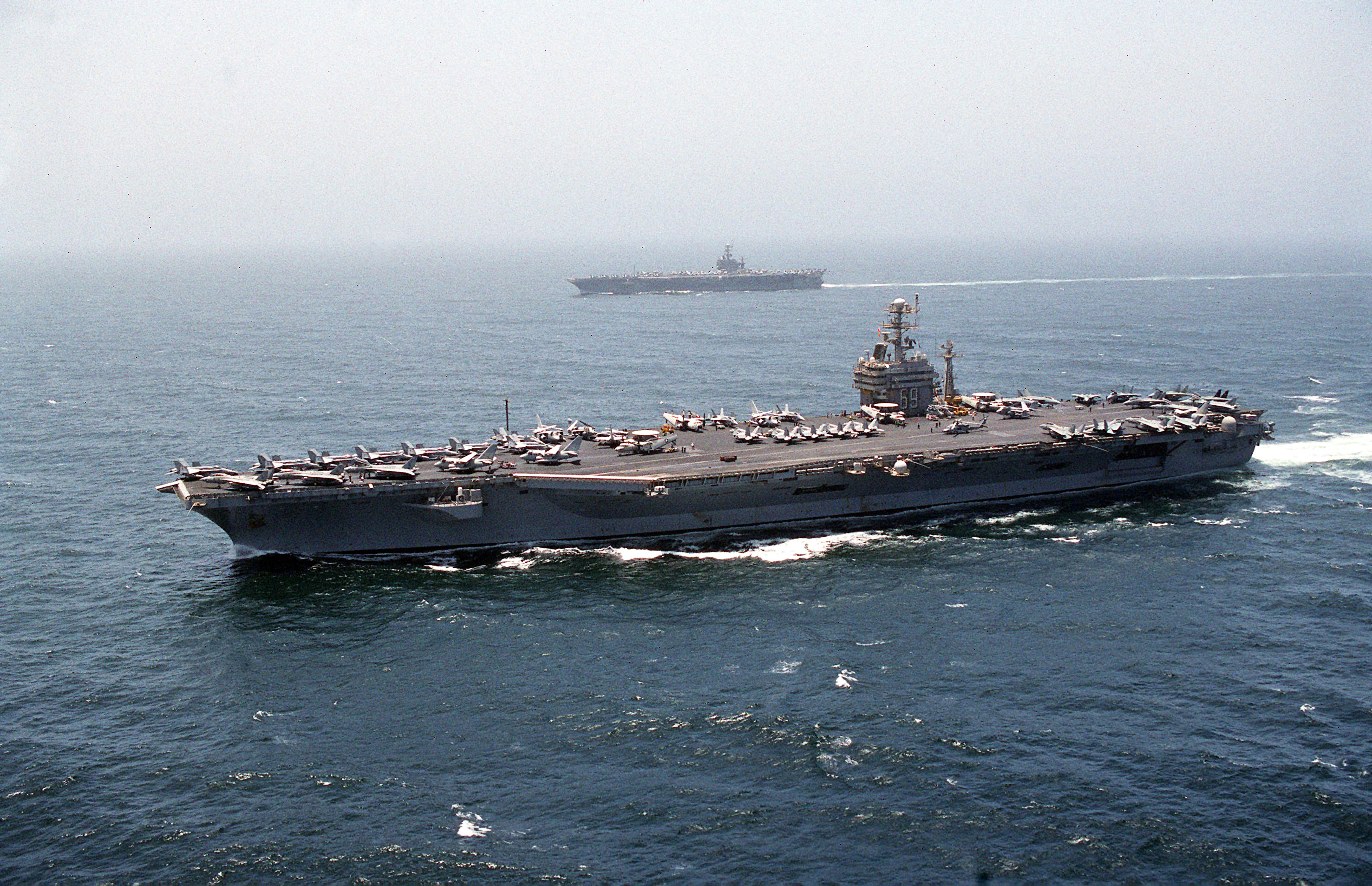
De USS George Washington lost de USS Dwight D. Eisenhower af in de Indische Oceaan. De George Washington is onderweg naar de Arabische Zee voor Southern Watch (2000).

Nadat Irak weigerde wapeninspecteurs van de VN toe te laten versterkten de Verenigde Staten hun troepenmacht in de Perzische Golf substantieel. Op 15 april 1998 trok Frankrijk zich terug uit Southern Watch omdat de situatie na de vele luchtaanvallen gespannen bleef. Het land behield manschappen in de regio maar nam niet langer deel aan de vluchten. Tegen begin 2001 had de coalitie in totaal al meer dan 153.000 vluchten boven Zuid-Irak uitgevoerd zonder één piloot te verliezen.
Begin 2002 werd opgemerkt dat de militaire inzet in de regio intensiever werd. De vliegtuigen dropten op een regelmatige basis meer bommen. Destijds werd gezegd dat dit een gevolg was van een verhoogde activiteit van de Iraakse luchtdefensie. Nadien bleek dat het in feite ging om Operatie Southern Focus die voorafging aan de invasie in Irak van maart 2003. Met de bezetting van Irak eindigde ook Operatie Southern Watch.

## Deelnemende landen
- Frankrijk
- Saoedi-Arabië
- Verenigd Koninkrijk
- Verenigde Staten (commando)